# Llombai
Llombai è un comune spagnolo di 2 327 abitanti situato nella comunità autonoma Valenciana.